# Mistrzostwa Europy w Piłce Nożnej 1992 (eliminacje)
Kwalifikacje do Mistrzostw Europy 1992 rozpoczęły się 30 maja 1990 i trwały do 22 grudnia 1991. Pierwotnie przystąpiły do nich 34 reprezentacje przydzielone do siedmiu grup w drodze losowania. W trakcie eliminacji zakończył się proces zjednoczenia Niemiec. Jugosławia wywalczyła awans, jednak została wykluczona z Euro 92 ze względu na rozpoczęcie konfliktu zbrojnego w Bośni i Hercegowinie. Jej miejsce w turnieju finałowym zajęła Dania. Z kolei reprezentacja Związku Radzieckiego dokończyła zmagania grupowe, jednak na samym turnieju została zastąpiona przez powstałą w wyniku rozpadu ZSRR Wspólnotę Niepodległych Państw.

## Grupy

### Grupa 1
| Lp. | Drużyna        | M | Mecze | Mecze | Mecze | Bramki | Bramki | Bramki | Pkt |
| Lp. | Drużyna        | M | W     | R     | P     | +      | −      | +/−    | Pkt |
| --- | -------------- | - | ----- | ----- | ----- | ------ | ------ | ------ | --- |
| 1.  | Francja        | 8 | 8     | 0     | 0     | 20     | 6      | +14    | 24  |
| 2.  | Czechosłowacja | 8 | 5     | 0     | 3     | 12     | 9      | +3     | 15  |
| 3.  | Hiszpania      | 7 | 3     | 0     | 4     | 17     | 12     | +5     | 9   |
| 4.  | Islandia       | 8 | 2     | 0     | 6     | 7      | 10     | −3     | 6   |
| 5.  | Albania        | 7 | 1     | 0     | 6     | 2      | 21     | −19    | 3   |

Ze względu na napiętą sytuację w Albanii nie udało się rozegrać meczu tej reprezentacji z Hiszpanią.

### Grupa 2
| Lp. | Drużyna    | M | Mecze | Mecze | Mecze | Bramki | Bramki | Bramki | Pkt |
| Lp. | Drużyna    | M | W     | R     | P     | +      | −      | +/−    | Pkt |
| --- | ---------- | - | ----- | ----- | ----- | ------ | ------ | ------ | --- |
| 1.  | Szkocja    | 8 | 4     | 3     | 1     | 14     | 7      | +7     | 15  |
| 2.  | Szwajcaria | 8 | 4     | 2     | 2     | 19     | 7      | +12    | 14  |
| 3.  | Rumunia    | 8 | 4     | 2     | 2     | 13     | 7      | +6     | 14  |
| 4.  | Bułgaria   | 8 | 3     | 3     | 2     | 15     | 8      | +7     | 12  |
| 5.  | San Marino | 8 | 0     | 0     | 8     | 1      | 33     | −32    | 0   |

### Grupa 3
| Lp. | Drużyna  | M | Mecze | Mecze | Mecze | Bramki | Bramki | Bramki | Pkt |
| Lp. | Drużyna  | M | W     | R     | P     | +      | −      | +/−    | Pkt |
| --- | -------- | - | ----- | ----- | ----- | ------ | ------ | ------ | --- |
| 1.  | ZSRR     | 8 | 5     | 3     | 0     | 13     | 2      | +11    | 18  |
| 2.  | Włochy   | 8 | 3     | 4     | 1     | 12     | 5      | +7     | 13  |
| 3.  | Norwegia | 8 | 3     | 3     | 2     | 9      | 5      | +4     | 12  |
| 4.  | Węgry    | 8 | 2     | 4     | 2     | 10     | 9      | +1     | 10  |
| 5.  | Cypr     | 8 | 0     | 0     | 8     | 2      | 25     | −23    | 0   |

### Grupa 4
| Lp. | Drużyna           | M | Z | R | P | B+ | B- | +/– | Pkt | Kwalifikacja       |
| --- | ----------------- | - | - | - | - | -- | -- | --- | --- | ------------------ |
| 1   | Jugosławia        | 8 | 7 | 0 | 1 | 24 | 4  | +20 | 21  | Wykluczenie        |
| 2   | Dania             | 8 | 6 | 1 | 1 | 18 | 7  | +11 | 19  | Awans na Euro 1992 |
| 3   | Irlandia Północna | 8 | 2 | 3 | 3 | 11 | 11 | 0   | 9   |                    |
| 4   | Austria           | 8 | 1 | 1 | 6 | 6  | 14 | −8  | 4   |                    |
| 5   | Wyspy Owcze       | 8 | 1 | 1 | 6 | 3  | 26 | −23 | 4   |                    |

1. ↑  Jugosławia została wykluczona z Mistrzostw Europy 1992 wskutek rozpoczęcia wojny w Bośni i Hercegowinie

### Grupa 5
| Lp. | Drużyna    | M | Mecze | Mecze | Mecze | Bramki | Bramki | Bramki | Pkt |
| Lp. | Drużyna    | M | W     | R     | P     | +      | −      | +/−    | Pkt |
| --- | ---------- | - | ----- | ----- | ----- | ------ | ------ | ------ | --- |
| 1.  | Niemcy     | 6 | 5     | 0     | 1     | 13     | 4      | +9     | 15  |
| 2.  | Walia      | 6 | 4     | 1     | 1     | 8      | 6      | +2     | 13  |
| 3.  | Belgia     | 6 | 2     | 1     | 3     | 7      | 6      | +1     | 7   |
| 4.  | Luksemburg | 6 | 0     | 0     | 6     | 2      | 14     | −12    | 0   |

### Grupa 6
| Lp. | Drużyna    | M | Mecze | Mecze | Mecze | Bramki | Bramki | Bramki | Pkt |
| Lp. | Drużyna    | M | W     | R     | P     | +      | −      | +/−    | Pkt |
| --- | ---------- | - | ----- | ----- | ----- | ------ | ------ | ------ | --- |
| 1.  | Holandia   | 8 | 6     | 1     | 1     | 17     | 2      | +15    | 19  |
| 2.  | Portugalia | 8 | 5     | 1     | 2     | 11     | 4      | +7     | 16  |
| 3.  | Grecja     | 8 | 3     | 2     | 3     | 11     | 9      | +2     | 11  |
| 4.  | Finlandia  | 8 | 1     | 4     | 3     | 5      | 8      | −3     | 7   |
| 5.  | Malta      | 8 | 0     | 2     | 6     | 2      | 23     | −21    | 2   |

### Grupa 7
| Lp. | Drużyna  | M | Mecze | Mecze | Mecze | Bramki | Bramki | Bramki | Pkt |
| Lp. | Drużyna  | M | W     | R     | P     | +      | −      | +/−    | Pkt |
| --- | -------- | - | ----- | ----- | ----- | ------ | ------ | ------ | --- |
| 1.  | Anglia   | 6 | 3     | 3     | 0     | 7      | 3      | +4     | 12  |
| 2.  | Irlandia | 6 | 2     | 4     | 0     | 13     | 6      | +7     | 10  |
| 3.  | Polska   | 6 | 2     | 3     | 1     | 8      | 6      | +2     | 9   |
| 4.  | Turcja   | 6 | 0     | 0     | 6     | 1      | 14     | −13    | 0   |